# ديفيد ستيرن
ديفيد جويل ستيرن (بالإنجليزية: David Stern) (1942 - 2020)، هو رئيس الرابطة الوطنية لكرة السلة الأمريكية (NBA) من سنة 1984 حتى وفاته سنة 2020، وهو يهودي أمريكي.

## روابط خارجية
- ديفيد ستيرن على موقع قاعة مشاهير كرة السلة للسيدات (الإنجليزية)
- ديفيد ستيرن على موقع أوليمبيديا (الإنجليزية)